# Wappen Finnlands
Das Wappen Finnlands hat seine Ursprünge im Jahr 1581, in dem Finnland noch zu Schweden gehörte.

## Geschichte

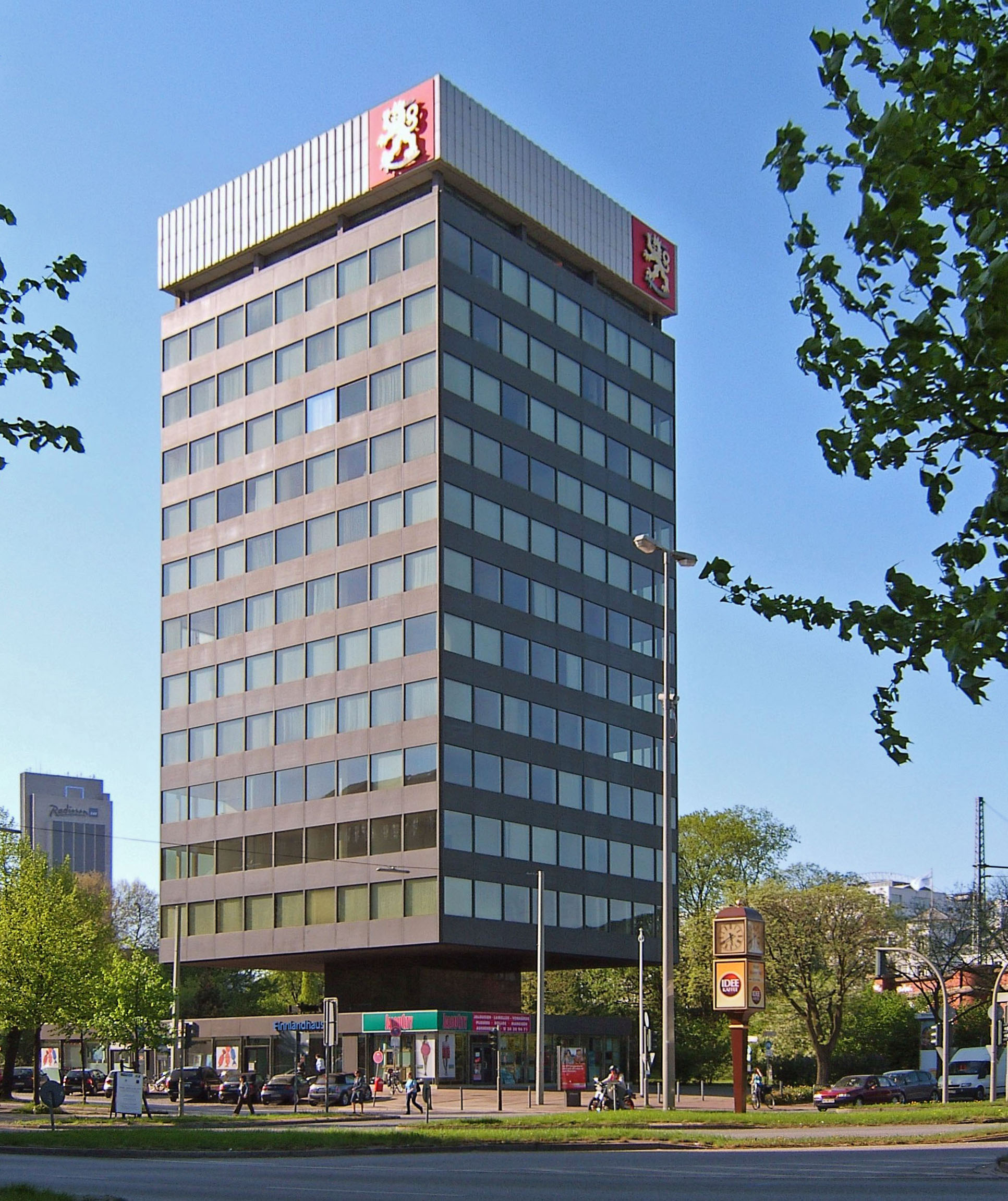
Stilisiertes Wappen auf dem Finnlandhaus in Hamburg

Der schwedische König Johann III. (1568 bis 1592) gab Finnland ein Wappen, das aus einem roten Schild bestand, worauf ein goldener Löwe zu sehen ist. Auf dem Wappenschild liegt eine Krone. Dieses Wappen galt für Egentliga Finland (schw., finn. Varsinais-Suomi, Eigentliches Finnland), welches das Gebiet um Turku einschließlich Åland mit Turku als Hauptstadt hatte.
Ab 1809 (als Großfürstentum Finnland unter Oberhoheit des russischen Zaren) wurde der rote Schild auf den doppelköpfigen Adler des zaristischen Russlands aufgesetzt.
Als Finnland 1917 selbstständig wurde, wurde das aus der Schwedenzeit stammende Wappen zum finnischen Staatswappen erklärt. Allerdings wurde die Krone entfernt und einige Änderungen vorgenommen. So waren hier nur noch neun Rosen abgebildet, welche nun, statt zu verzieren, die neun historischen finnischen Landesteile repräsentieren.

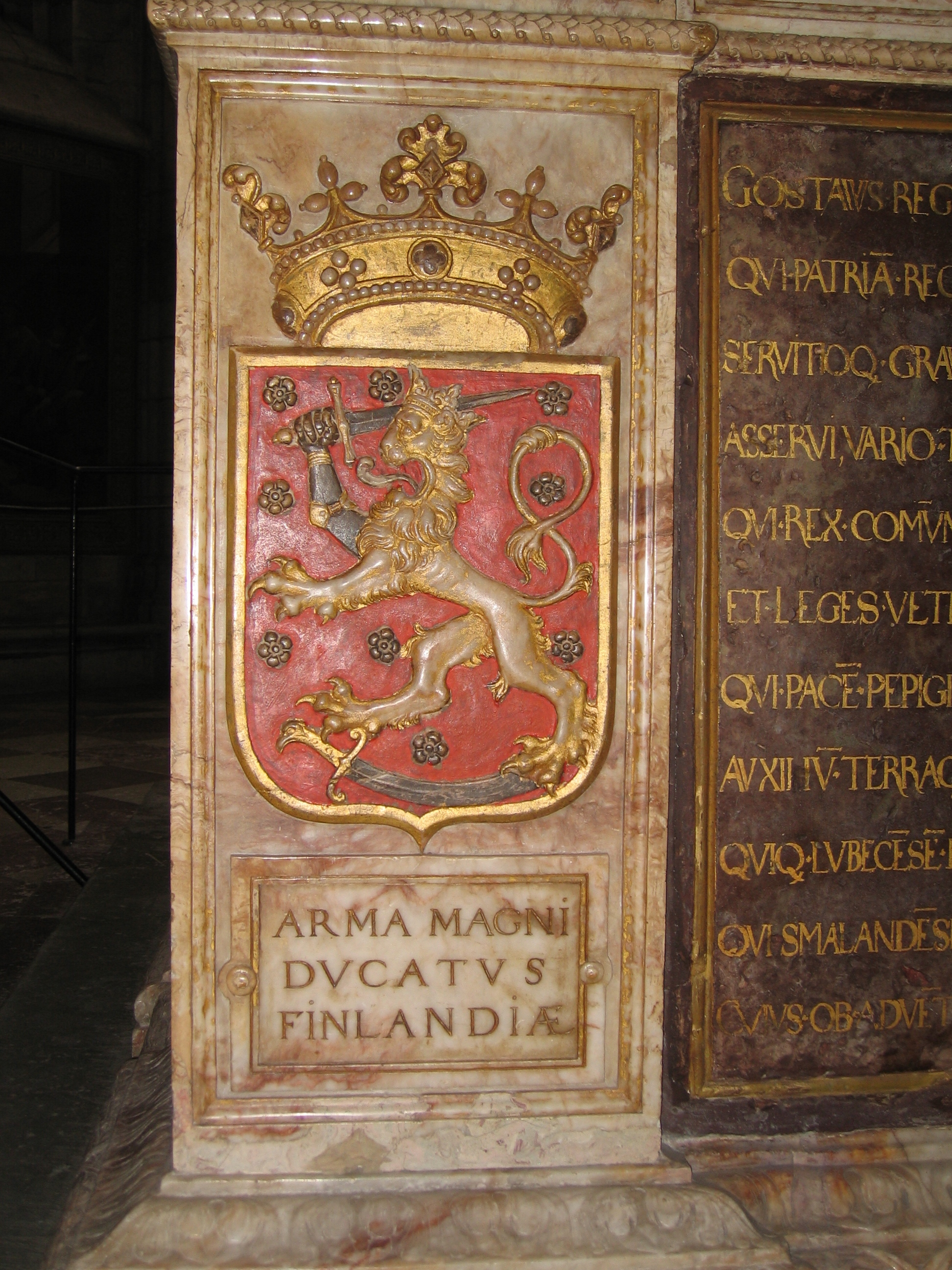
Grab Gustav Vasas, Großherzogliches Wappen Finnlands
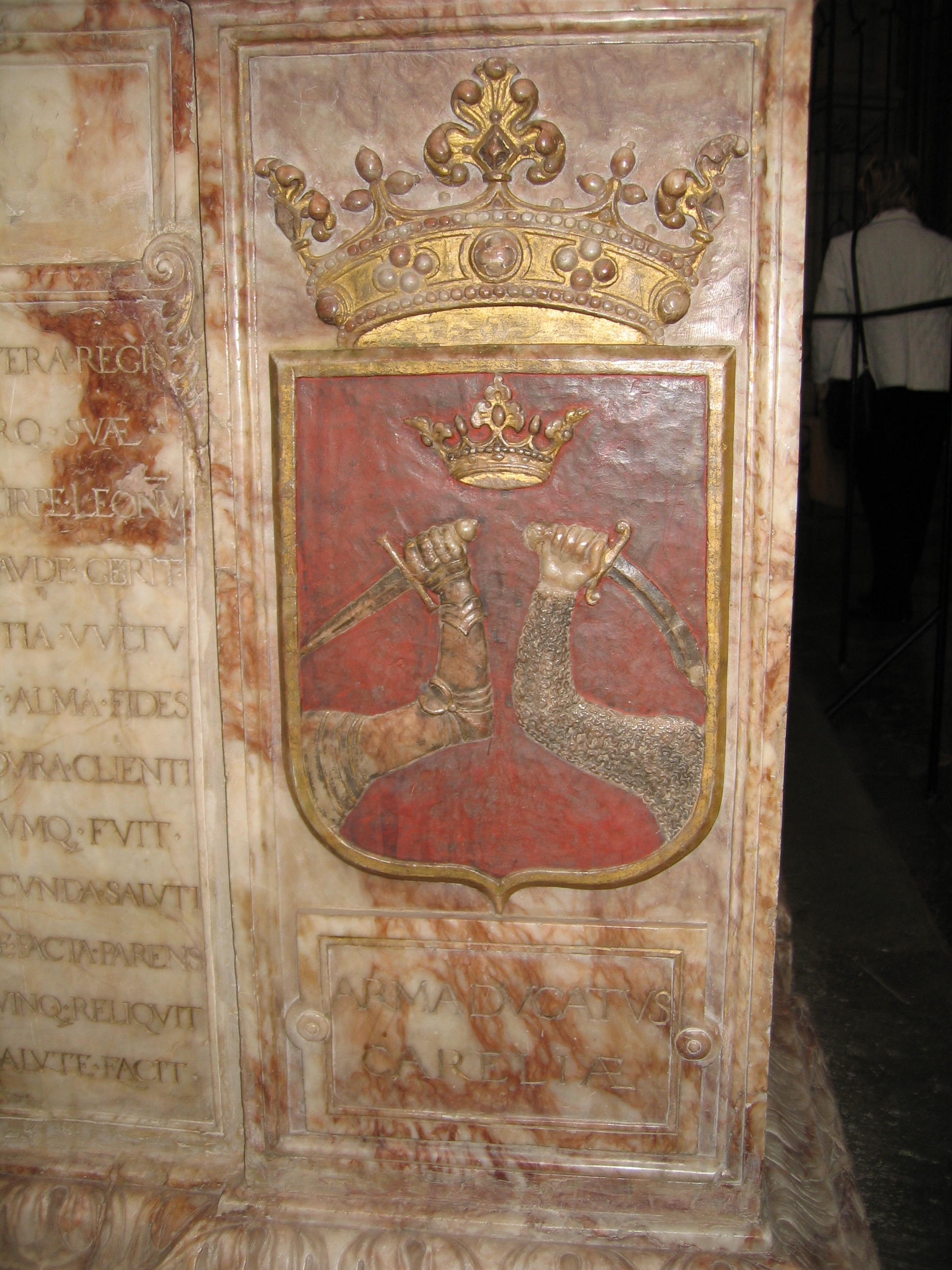
Grab Gustav Vasas, Wappen von Karelien
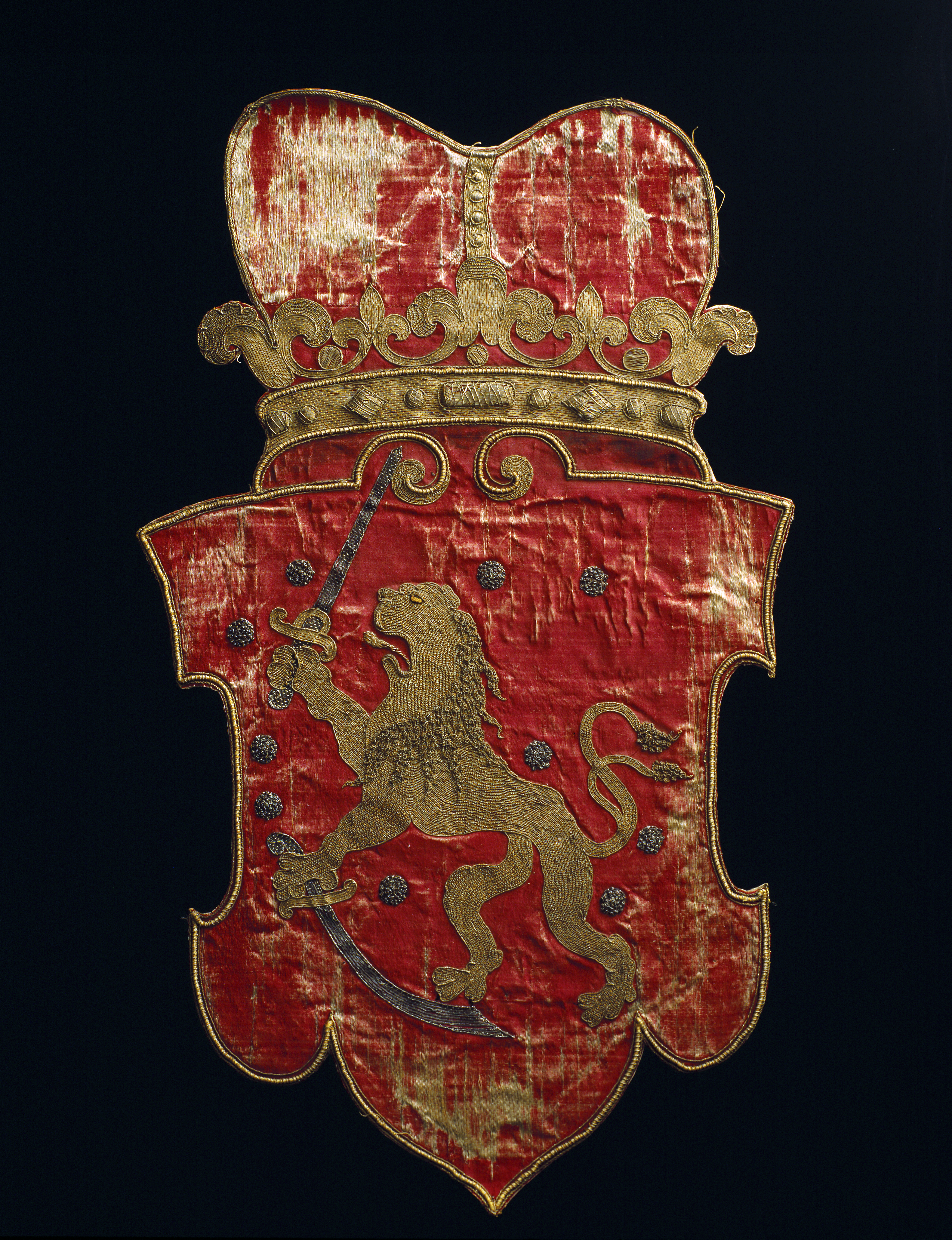
Wappen von Finnland aus dem Trauerzug von Gustav II. Adolf von 1633
Wappen Finnlands unter Oberhoheit des zaristischen Russland
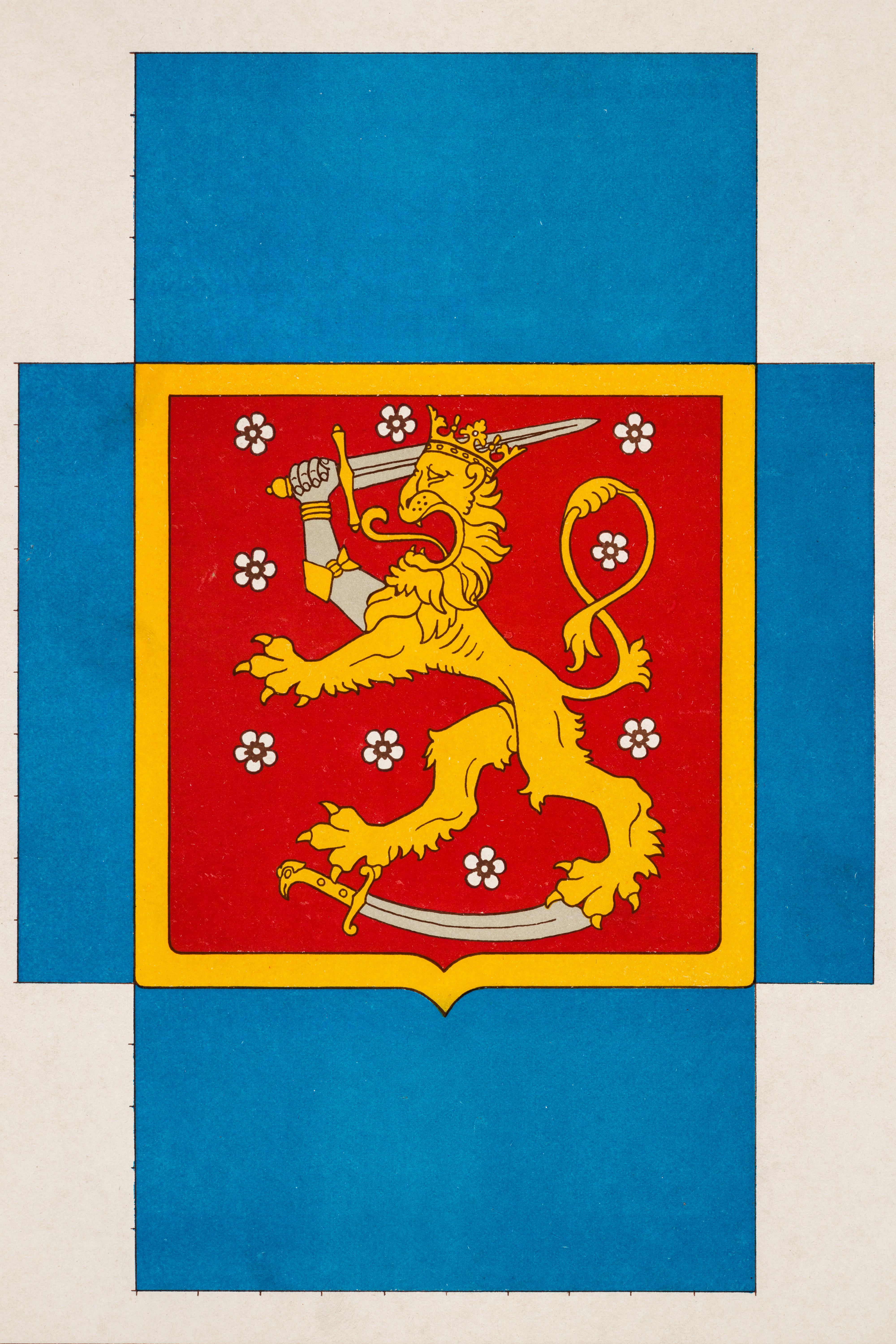
Wappen, das 1920–1978 in der Finnischen Nationalflagge verwendet wurde
Nie bestätigter Entwurf für ein großes Wappen Finnlands 1936
Wappen, das 1941–1943 in der Flagge des Finnischen Freiwilligenbataillons der Waffen-SS verwendet wurde
Wappen, das seit 1978 in der Finnischen Nationalflagge verwendet wird

## Beschreibung
In Rot mit neun silbernen Rosen belegt ein goldener, so gekrönter, bewehrter und gezungter Löwe auf einem goldbegrifften silbernen Krummschwert stehend und mit der Rechten als im Wechsel silbern und goldgeharnischtem Arm ein silbernes goldbegrifftes Schwert schwingend.
Der goldene Löwe hält nur noch das gerade europäische Schwert in der Hand eines geharnischten Armes, während er das tatarische Krummschwert niedertritt. In der heutigen Staatsflagge von Finnland ist dieses Wappen auch in der Mitte des Kreuzes zu sehen.